# 日月岛街道
日月岛街道，前身为歪头山镇、歪头山街道，是中华人民共和国辽宁省本溪市溪湖区下辖的一个乡镇级行政单位，实际由本溪高新技术产业开发区管辖。

## 行政区划
日月岛街道下辖以下地区：
歪头山社区、思源社区、明华社区、振兴社区、边牛村、松木堡村、柳峪村、岱金峪村、候屯村和歪头山村。